# Sankyaku Yama
Der Sankyaku Yama (japanisch 三脚山 ‚Stativberg‘) ist ein 99 m hoher Hügel an der Kronprinz-Olav-Küste im ostantarktischen Königin-Maud-Land. Er ist der höchste Hügel auf dem Kap Omega.
Japanische Wissenschaftler benannten ihn 1979 nach dem Stativ, das Geodäten bei der Vermessung des Hügels verwendet hatten.